# 第2飛行師団 (日本軍)
第2飛行師団（だいにひこうしだん）は、日本陸軍の航空師団の一つ。関東軍飛行隊を嚆矢とし、1942年に第2飛行師団と改称した。

## 沿革
満州事変勃発以降の航空兵力増強のため、1931年（昭和6年）6月11日、関東軍飛行隊が平壌で編成された。その後、新京を本拠地とし1935年（昭和10年）12月2日に関東軍飛行集団、1937年（昭和12年）8月2日に第2飛行集団とそれぞれ改称された。そして、1942年（昭和17年）4月15日に第2飛行師団と改称し、満州での防空を担当した。
太平洋戦争後期に入りフィリピンの戦いに参戦のため、1944年（昭和19年）5月にフィリピンに転用され第4航空軍隷下となった。第4飛行師団から所属航空機の移管を受けてレイテ島の戦いに参戦。アメリカ軍艦船や飛行場への攻撃、船団護衛を担い、特攻機による攻撃なども行ったが、戦力が枯渇した。
1945年1月1日以降、第3航空軍の区処を受け、同年2月に第4航空軍の廃止に伴い第7飛行師団とともに第3航空軍の隷下となった。同年3月下旬、司令部と残存飛行部隊はミンダナオ島に移動。4月下旬、司令部はシンガポールに移り、5月17日に解散した。

## 師団概要
- 司令部通称号：鷲9109

### 歴代師団長
関東軍飛行隊長
- 長嶺亀助 大佐：1931年11月12日 -
- 大江亮一 中将：1932年6月6日 -
- 牧野正迪 少将：1932年10月3日 -
- 佐野光信 少将：1933年12月20日 -
- 小笠原数夫 少将：1935年8月1日 - 12月2日

関東軍飛行集団長
- 小笠原数夫 少将：1935年12月2日 -
- 安藤三郎 少将：1937年3月1日 - 8月2日

第2飛行集団長
- 安藤三郎 少将：1937年8月2日 -
- 儀峨徹二 中将：1938年11月28日 -
- 寺本熊市 中将：1940年8月1日 - 1942年4月15日

第2飛行師団長
- 寺本熊市 中将：1942年4月15日 -
- 河辺虎四郎 中将：1943年5月1日 -
- 下山琢磨 中将：1943年5月19日 -
- 山瀬昌雄 中将：1943年9月11日 -
- 木下勇 中将：1944年10月21日 -
- 寺田済一 中将：1944年11月27日 - 1945年5月23日

### 歴代参謀長
第2飛行集団参謀長
- 宝蔵寺久雄 航空兵大佐：1937年11月1日[1] - 1938年6月30日
- 楠木延一 航空兵大佐：1938年6月30日 - 1940年3月9日[2]
- 吉田喜八郎 航空兵大佐：1940年3月9日 - 1941年11月25日[3]
- 川上清志 大佐：1941年12月5日 - 1942年4月15日[4]

第2飛行師団参謀長
- 川上清志 大佐：1942年4月15日[4] - 1943年1月19日
- 川辺忠三郎 大佐：1943年1月19日 - 1943年12月11日[5]
- 内田厚生 中佐：1943年12月11日 - 1944年10月14日[6]
- 大賀時雄 大佐：1944年10月14日 - 1945年3月5日[7]
- （代理）小幡一喜 中佐：1945年3月5日 - 1945年5月24日[8]

### 司令部構成
1944年5月現在
- 参謀長：内田厚生大佐
  - 参謀（作戦）：野々垣四郎中佐
  - 参謀（後方）：鈴木清少佐
  - 参謀（情報）：伊藤禎三少佐
- 高級副官：上村三太夫中佐
- 兵器部長：原弘大佐
- 経理部長：小宮卓主計中佐
- 軍医部長：林真学軍医大佐

### 所属部隊
1944年5月現在
戦闘部隊
- 第6飛行団司令部：小野門之助大佐
  - 飛行第32戦隊（軽爆）：岡村正義少佐
  - 飛行第66戦隊（軽爆）：佐藤辰男少佐
  - 飛行第70戦隊（戦闘）：長縄勝己少佐
- 第13飛行団司令部：江山六夫中佐
  - 飛行第65戦隊（襲撃）：石原政雄中佐
  - 第28独立飛行隊（司偵）（温春）：国枝治平中佐

飛行場部隊
- 第6航空地区司令部
- 第13航空地区司令部：細野光武中佐
  - 第26飛行場大隊
  - 第37飛行場大隊
  - 第86飛行場大隊